# James Mitchell (catch)
Pour les articles homonymes, voir James Mitchell et Mitchell.
James Mitchell (né le 26 février 1965 à Orlando, Floride) est un manager de catch américain.
Il commence sa carrière dans les années 1990 à la Smoky Mountain Wrestling puis à la World Championship Wrestling et l'Extreme Championship Wrestling. En 2002, il rejoint la Total Nonstop Action Wrestling où il reste jusqu'en 2008.

## Carrière

### Débuts
Mitchell souhaite être catcheur depuis son enfance mais en réalisant qu'il n'est pas capable physiquement d'exercer ce métier il décide de devenir manager de catch. À la fin des années 1980, il contacte des promoteurs de petites fédération des Carolines et de Virginie et leur fait croire qu'il a de l'expérience dans ce métier afin d'y travailler.